# Réserve de faune de Lomako-Yokokala
La réserve de faune de Lomako-Yokokala (RFLY) est une aire protégée de la république démocratique du Congo. Elle est située dans le centre nord du pays, partagée entre les territoires de Bongandanga et Befale, respectivement dans les provinces de Mongala et de Tshuapa. La réserve est limitée au nord par la rivière Yokokala et au sud par la rivière Lomako, et s’étend sur une superficie de 3 625 km2.
La réserve protège plusieurs espèces, comme le bonobo, l’éléphant de forêt, le paon congolais ou l’antilope Bongo,.
En 2007, près de 18 000 habitants vivent, cultivent et chassent sur la réserve.

## Histoire
La réserve de faune de Lomako-Yokokala a été créée par un arrêté du Ministère de l’environnement le 28 juin 2006, avec la participation de l’African Wildlife Fund (AWF) et de l’ICCN. En novembre 2006, l’Agence française de développement donne une aide de 781 000 €, sur trois ans, à l’ICCN pour former des brigades de surveillance villageoises et le développement de l’écotourisme sur la réserve.